# 巴比妥類藥物過量
巴比妥類藥物過量（英語：Barbiturate overdose）是指過量使用巴比妥類藥物而中毒的現象。常見的症狀有難以思考、肢體協調性變差，意識層級降低及呼吸效率不佳，用藥過量的併發症可能為非心因性肺水腫。如患者不幸過世，往往是無法正常呼吸之故。
過量使用巴比妥類藥物可能是出於無心也可能是蓄意自殺。當同時服用酒精和苯二氮䓬類藥物時，會加強毒性反應，但個別病例的耐藥性和用藥方式不同，達到致死的劑量因而也會有所不同。藥效是藉由γ-氨基丁酸神經傳導物質發揮；可採用尿液或血液進行藥物篩檢。
治療方法為維持患者呼吸和血壓穩定，若沒有解毒劑可供使用，或許可採用活性炭，但可能需要多次給予才有效果。有些情況會考慮給患者作血液透析，作尿液鹼化目前並未認可有效。雖然巴比妥類曾為過量服用的常見藥物，但現在已十分少見了。

## 附註
1. ↑  Publishing, Bloomsbury. . Bloomsbury Publishing. 2009-01-01: 37  [2019-08-17]. ISBN 978-1-4081-0209-1. （原始内容存档于2016-11-04） （英语）.
2. ↑  Weaver, Michael F. . The Yale Journal of Biology and Medicine. 2015-09, 88 (3): 247–256  [2021-10-07]. ISSN 1551-4056. PMC 4553644 . PMID 26339207. （原始内容存档于2021-10-08）.
3. 1 2 3  Marx, John A. Marx. .  8th. Philadelphia, PA: Elsevier/Saunders. 2014: Sedative Hypnotics. ISBN 978-1455706051.
4. 1 2  Sadock, Benjamin J.; Sadock, Virginia A. . Lippincott Williams & Wilkins. 2008: 149  [2019-08-17]. ISBN 978-0-7817-8746-8. （原始内容存档于2016-11-04） （英语）.
5. ↑  Baren, Jill M. . Elsevier Health Sciences. 2008-01-01: 955  [2019-08-17]. ISBN 978-1-4160-0087-7. （原始内容存档于2016-11-04） （英语）.
6. 1 2  PhD, Robert G. Carroll. . Elsevier Health Sciences. 2009-02-05: 99  [2019-08-17]. ISBN 978-1-4160-4217-4. （原始内容存档于2016-11-04） （英语）.
7. 1 2  Roberts, Darren M.; Buckley, Nick A. . Clinical Toxicology (Philadelphia, Pa.). 2011-01, 49 (1): 2–12  [2021-10-07]. ISSN 1556-9519. PMID 21288146. doi:10.3109/15563650.2010.550582. （原始内容存档于2022-06-15）.
8. 1 2  Müller, Dieter; Desel, Herbert. . Deutsches Aerzteblatt Online. 2013-10-11. ISSN 1866-0452. PMC 3813891 . PMID 24194796. doi:10.3238/arztebl.2013.0690.